# Dean McFadden
Le vice-amiral Dean McFadden, CMM, CD (né en juillet 1957) a été le chef d'État-major de la Force maritime des Forces canadiennes de juin 2009 à 2011. Auparavant, il fut le commandant du Commandement Canada ainsi que de la Flotte canadienne de l'Atlantique. Il est né à Belfast en Irlande du Nord. Ses parents émigrèrent au Canada alors qu'il était un adolescent et s'établirent à Vancouver en Colombie-Britannique.